# Dunkerque
Dunkerque (în neerlandeză Duinkerke, în flamandă Duynkercke, în engleză Dunkirk, în germană Dünkirchen) este un oraș în nordul Franței, sub-prefectură a departamentului Nord, în regiunea Hauts-de-France.